# Cantó de Verneuil-sur-Seine
El cantó de Verneuil-sur-Seine és un cantó francès del departament d'Yvelines, situat al districte de Saint-Germain-en-Laye i al districte de Versalles. Creat amb la reorganització cantonal del 2015.

## Municipis
- Les Alluets-le-Roi
- Crespières
- Davron
- Feucherolles
- Médan
- Morainvilliers
- Noisy-le-Roi
- Orgeval
- Saint-Nom-la-Bretèche
- Triel-sur-Seine
- Verneuil-sur-Seine
- Vernouillet
- Villennes-sur-Seine